# Мазурский, Вадим Борисович
Вади́м Бори́сович Мазу́рский (род. 31 июля 1987, Тверь, Россия) — российский хоккеист. Нападающий сборной России по сурдохоккею. Чемпион зимних Сурдлимпийских игр (2015), заслуженный мастер спорта России. Чемпион России по хоккею с шайбой (спорт глухих).
Член сурдлимпийской сборной команды России с 2014 года. Тренируется в ГБОУ ДОД СДЮСШОР по хоккею.

## Награды и спортивные звания
- Почётная грамота Президента Российской Федерации (8 апреля 2015 года) — за выдающийся вклад в повышение авторитета Российской Федерации и российского спорта на международном уровне и высокие спортивные достижения на XVIII Сурдлимпийских зимних играх 2015 года[2].
- Знак Губернатора Тверской области «Во благо земли Тверской» (14 апреля 2015 года)[3]
- Заслуженный мастер спорта России (2015)[4].